# Pääsküla (rzeka)
Pääsküla (est. Pääsküla jõgi) – rzeka w północno-zachodniej Estonii, w prowincji Harju. Główny dopływ rzeki Vääna, do której wpada na terenie wsi Alliku. Przepływa przez południowo-zachodni kraniec Tallinna (Pääsküla) i Laagri. Ma długość 18 km, zaś powierzchnia jej dorzecza obejmuje 40,9 km². Ze względu na zanieczyszczenia przemysłowe rzeka posiada niską wartość rybacką. Nad rzeką wznosi się zabytkowy, XIX-wieczny, kamienny most.

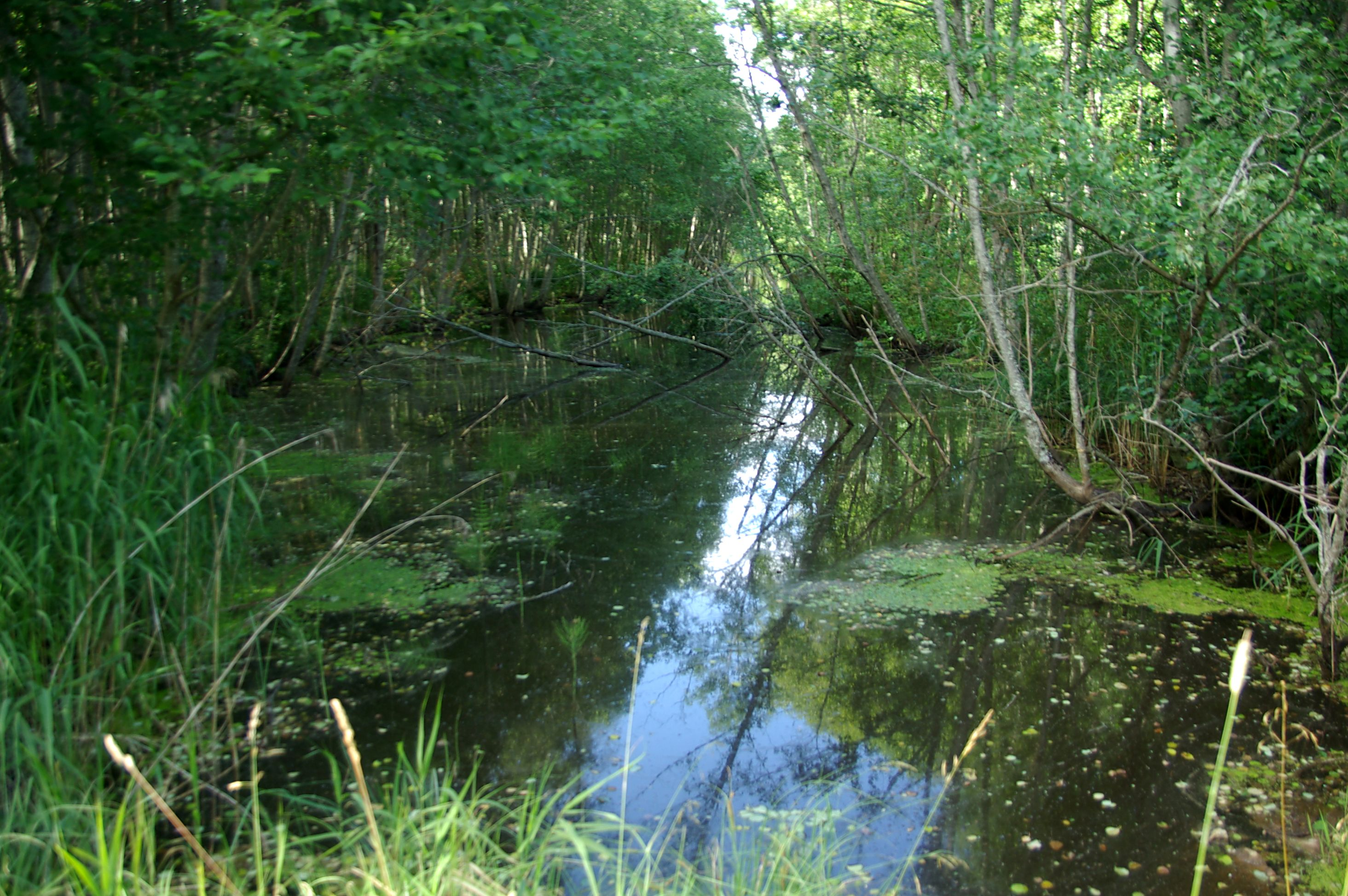
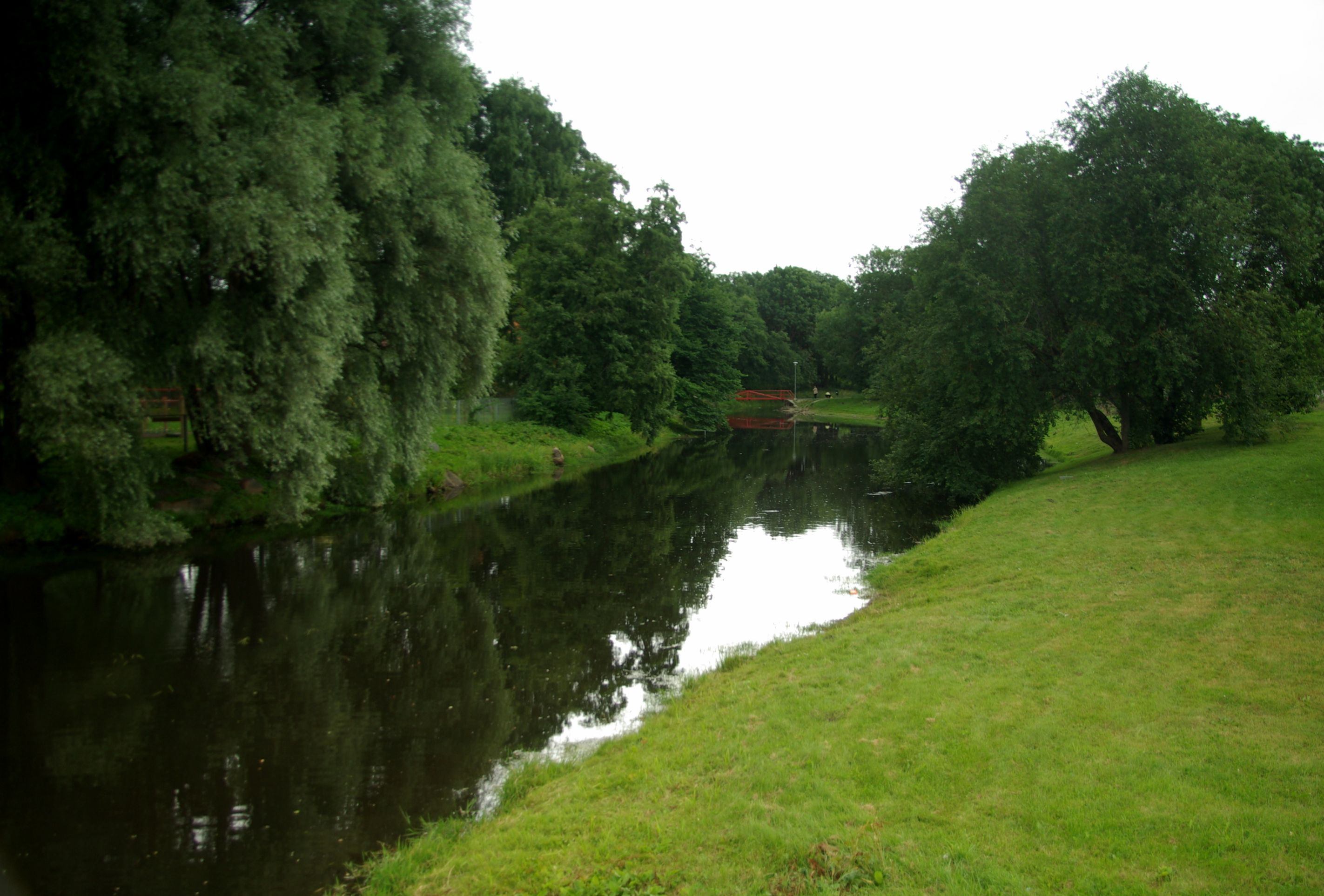
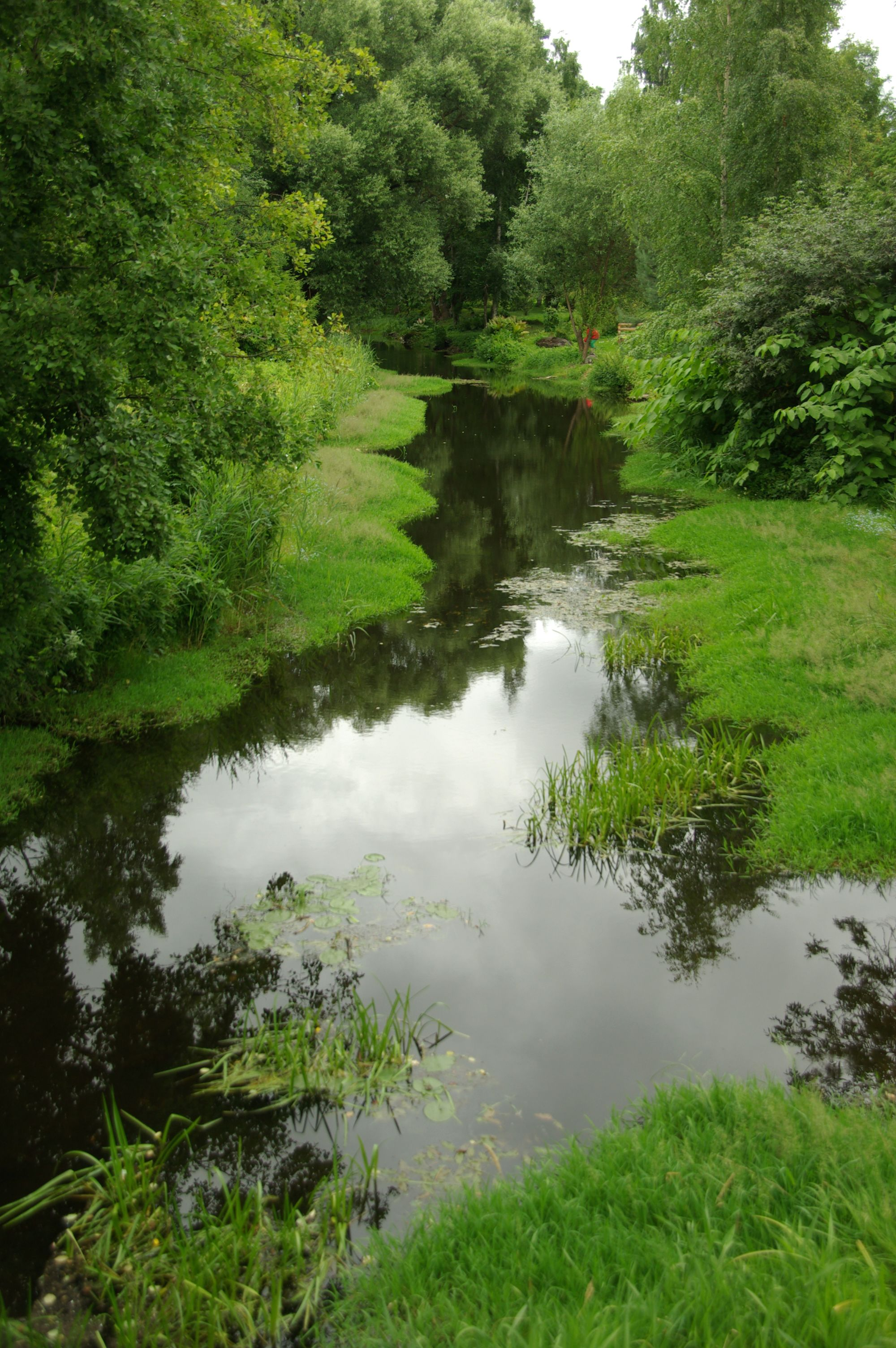
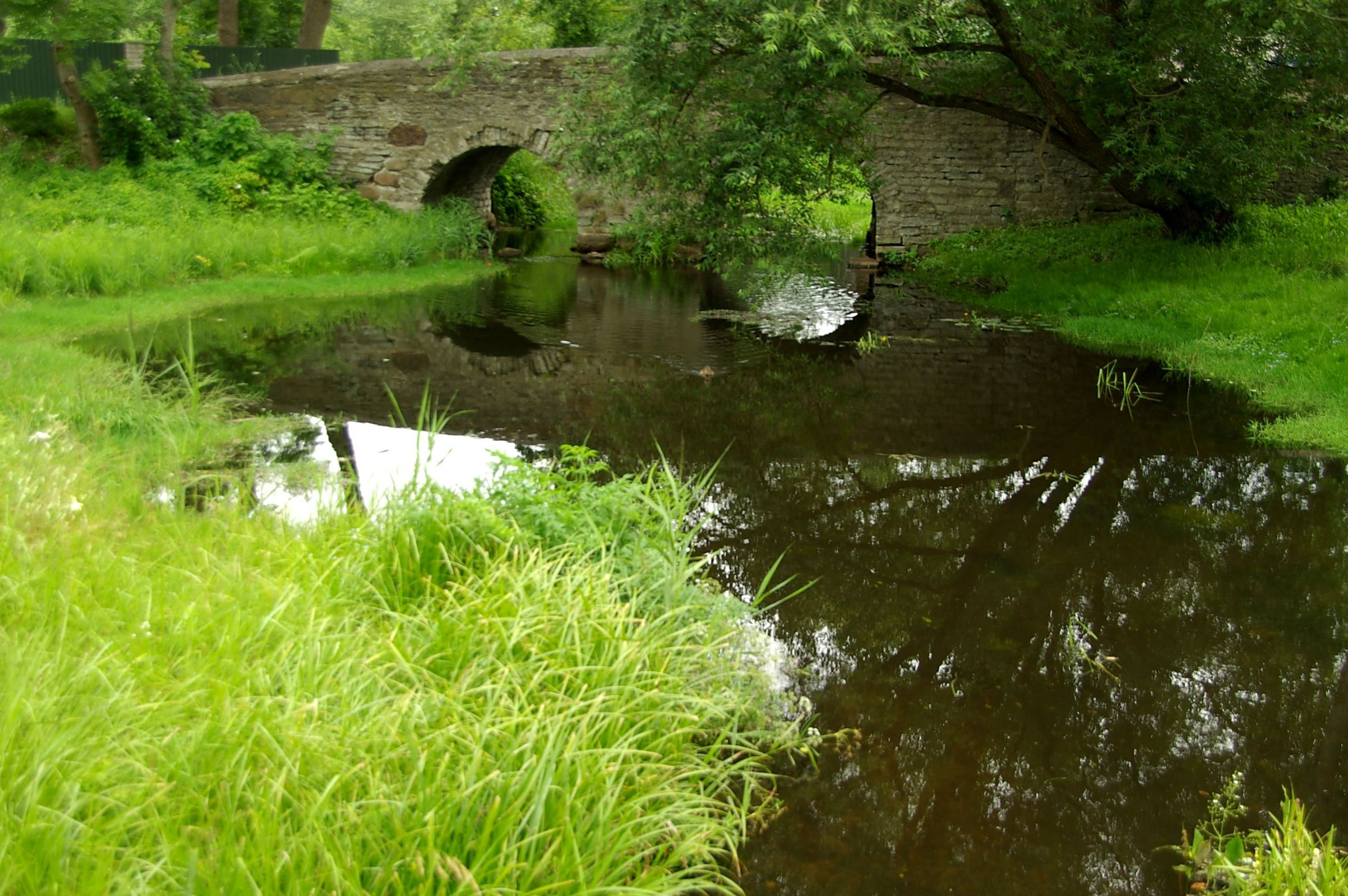
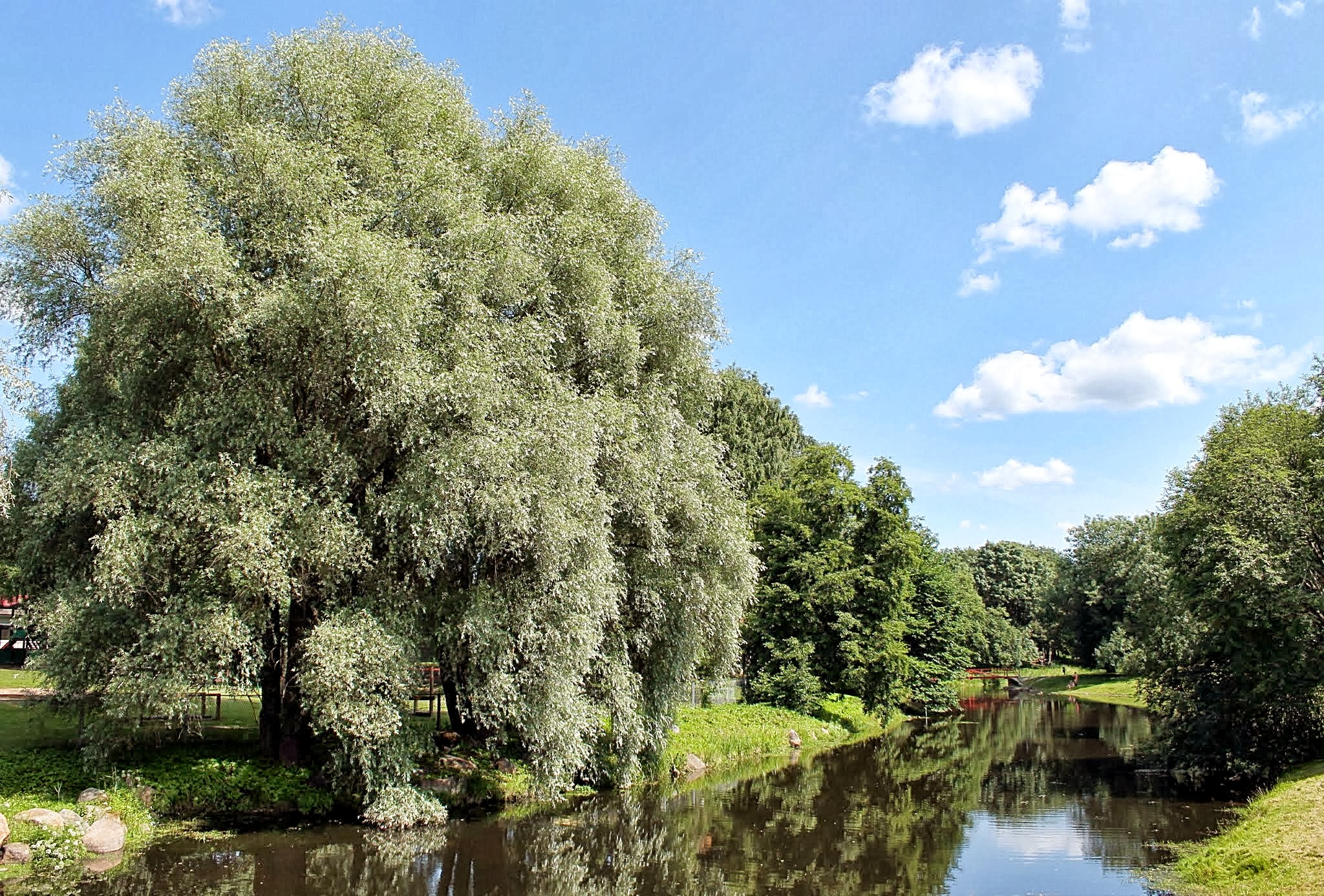